# Герб Соломоновых Островов
Герб Соломоновых Островов был принят в 1978 году после получения независимости.
На золотом гербовом щите изображён зелёный андреевский крест, на котором, в свою очередь, — два перекрещивающихся серебристых копья, чёрные стрелы и традиционный коричневый щит. Справа и слева от изображения щита находятся изображения коричневой черепахи. В верхней синей части щита расположено изображение орла между двумя летящими фрегатами (в естественных цветах).
Края гербового шлема имеют серебристо-синий цвет. Над шлемом — изображение традиционной лодки, над которым — стилизованное изображение солнца. Щитодержателями являются зелёный крокодил и акула.
Щит находится на стилизованном коричневом изображении фрегата, под которым расположен национальный девиз Соломоновых Островов: «To Lead is To Serve» (в переводе с англ. — «Вести вперёд значит служить»).
Многочисленные символы на щите олицетворяют четыре округа, существовавших во время британского протектората. Орёл — округ Малаита, вооружение — Центральный округ, черепахи — Западный округ и фрегаты — Восточный округ. Эти четыре символа также находились на колониальном гербе, в верхней части которого было расположено изображение льва. На другом колониальном гербе находилось изображение серебряной черепахи; верхняя часть герба окрашена в чёрный цвет с восемью серебряными остриями, которые символизируют восемь главных островов бывшей колонии.